# Nelson Miles
Nelson Appleton Miles (Westminster, 8 d'agost de 1839 - Washington DC, 15 de maig de 1925) fou un general americà que va servir en la Guerra Civil americana, les Guerres índies americanes, i la Guerra hispano-estatunidenca. De 1895 a 1903, va ser el Comandant General de l'Exèrcit dels Estats Units abans que el càrrec fos abolit i primer governador militar estatunidenc de Puerto Rico (1898).